# Pseudodrynaria coronans
Pseudodrynaria coronans là một loài dương xỉ trong họ Polypodiaceae. Loài này được Wall. ex Mett. Ching mô tả khoa học đầu tiên năm 1941.

## Hình ảnh

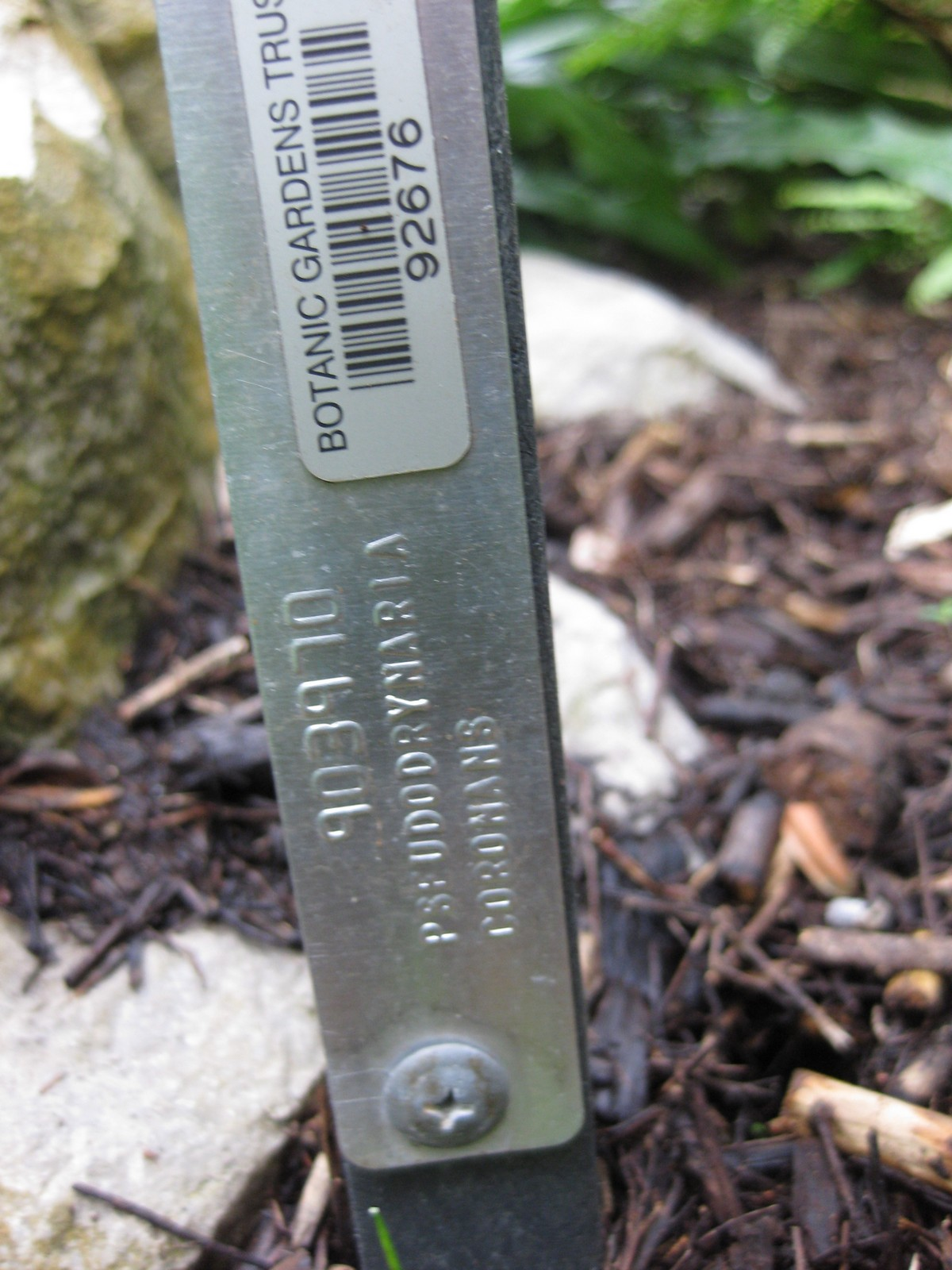